# アントワーヌ＝ジャン・グロ

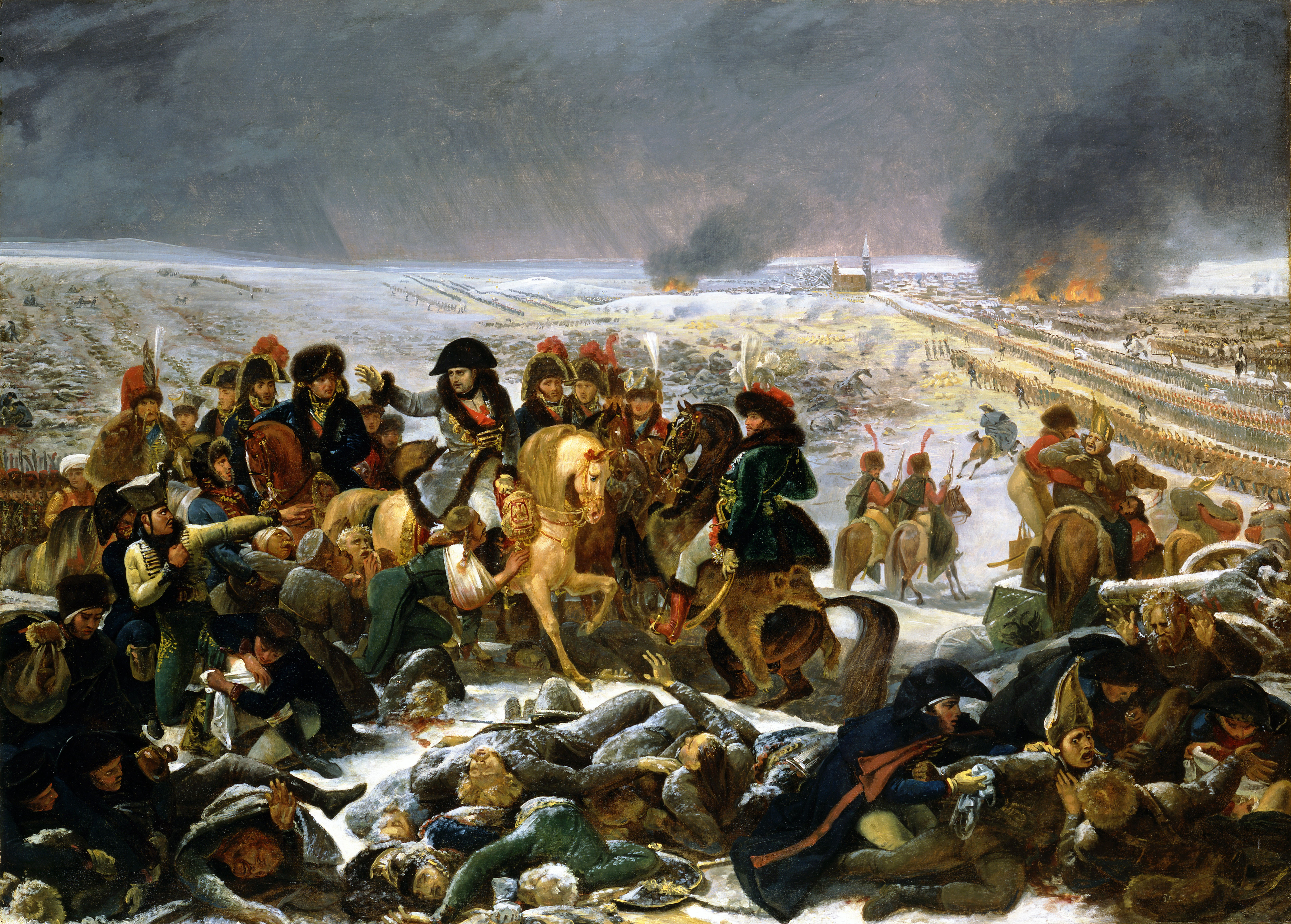
『アイラウの戦いにおける、野戦場のナポレオン1世』、1808年

『クリスティーヌ・ボワイエ像』、1800年頃

アントワーヌ＝ジャン・グロ（Antoine-Jean Gros, 1771年3月16日 - 1835年6月25日）は、フランスの画家。

## 生涯
グロの父はミニアチュール画家で、息子が6歳になると絵を教え始めた。グロは当初から優れた才能を示した。1785年の終わりになってグロは、自身で選んでジャック＝ルイ・ダヴィッドの画房へ入り熱心に通った。それと並行してコレージュ・マザラン（かつてのパリ大学のコレージュの一つ）の授業を受けた。
フランス革命により環境が激変したことに当惑していた父親が死に、1791年にグロは自分の収入で生きていかなければならなくなった。彼は今や自分の職にすっかりのめり込み、1792年には展覧会に出品しグランプリを狙った（不発に終わる）。しかしこの頃には、エコール・デ・ボザールの推薦で、グロは国民公会の肖像画制作の場に雇われた。革命の進行によりそれも破れ、グロは1793年にイタリアへ向けて発った。

### ナポレオンとの出会い
グロはジェノヴァで、多大な量のミニアチュールを創作して生活した。グロはフィレンツェを訪れ、そこでジョゼフィーヌ・ド・ボアルネの知遇を得てジェノヴァへ戻った。ジョゼフィーヌに連れられてミラノへ向かい、そこでジョゼフィーヌの夫であるナポレオン・ボナパルトに歓待された。
1796年11月15日、グロはナポレオンが橋上にフランスの旗を揚げたアルコレ近郊にフランス軍とともにいた（アルコレの戦い）。グロはこの出来事に飛びつき、画家は自身の天職であると思い定める作品『アルコレ橋のボナパルト』を仕上げたのである。ナポレオンはすぐにグロにinspecteur aux revues（掠奪する美術品の評価監査員）の地位を与え、グロを軍に同行させることにした。1797年にはルーヴル美術館に収蔵する戦利品を吟味する委員会にグロを任命した。

### 出世三部作

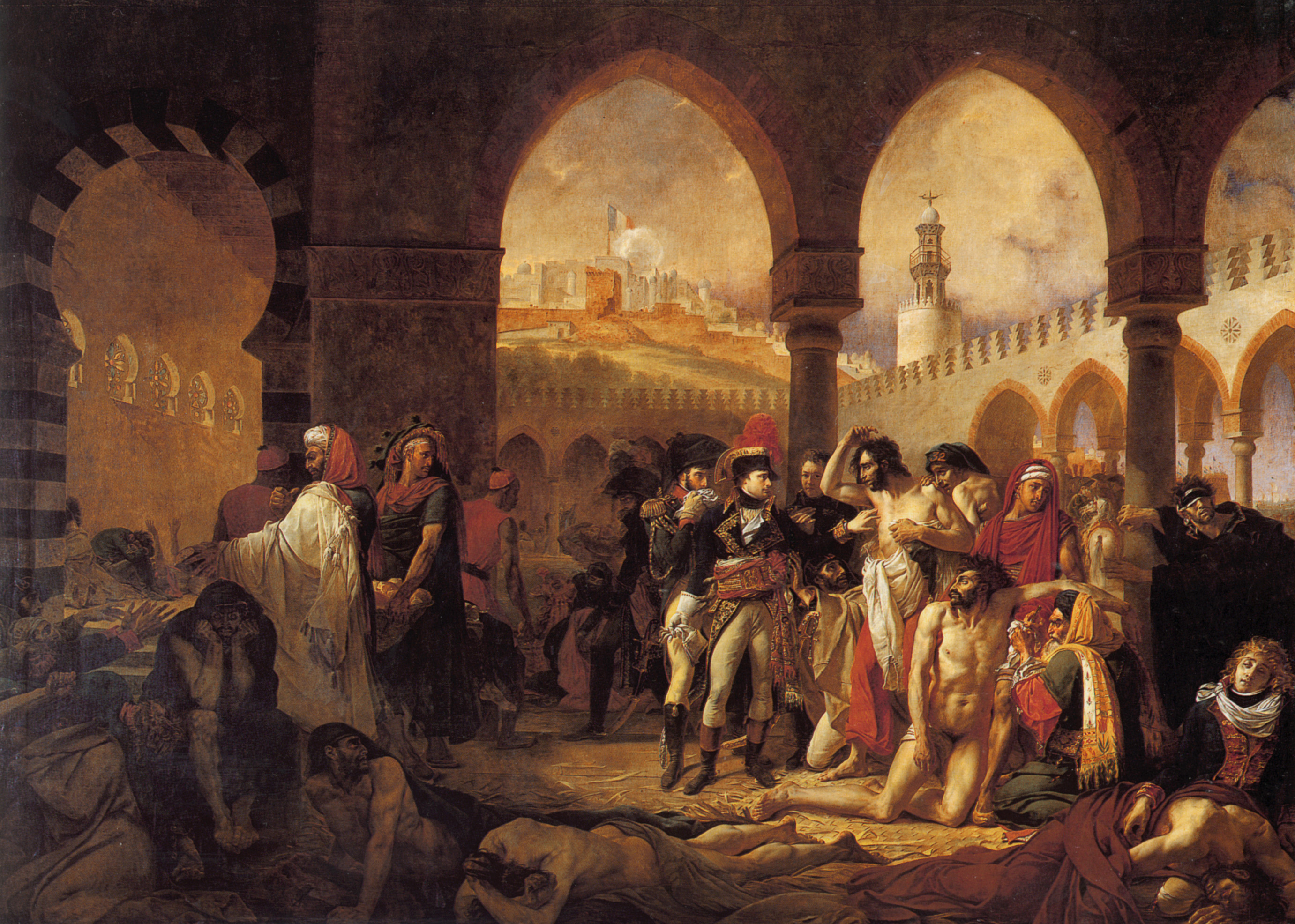
『ヤッファのペスト患者たちを見舞うナポレオン』、ルーヴル美術館蔵、1804年

1799年、包囲されたジェノヴァから逃れてグロはパリへ戻った。1801年初頭、グロはカプチン街に自分の部屋を持った。グロの『ナザレの戦い』のスケッチ画（現在ナント美術館蔵）に対して1802年に執政政府から賞金提供の申し出がなされたが実行に移されなかった。ナザレの騎兵戦で戦功をたてたジャン＝アンドシュ・ジュノーをナポレオンが嫉妬したためと言われる。しかし、自身がヤッファのペスト患者の収容施設を見舞った際を描くよう命じてグロを保護した。グロはその『ヤッファのペスト患者たちを見舞うナポレオン』“Les Pestiférés de Jaffa”に続き、『アブキールの戦い』（ルーヴル美術館蔵、1806年）、『アイラウの戦い』（ルーヴル美術館蔵、1808年）を描き上げた。これらの3つの主題（つまり大衆の支持を得た指導者が不動の悪疫に直面する場面、勝利の素晴らしい瞬間へ挑戦する場面、激戦の苦い損失に心を痛める場面）が、グロに名声をもたらしたのである。
1804年のサロンで、グロは『ヤッファのペスト患者たちを見舞うナポレオン』でデビューした。この作品によって、グロは成功した画家としてスタートを切ったのである。この絵は、ヤッファで部下たちを見舞ったときのナポレオンを描いたものである。ナポレオンはエジプト征服の試みが打ち砕かれた後に周辺国を荒らしたが、部下の兵士らがペストに罹患したのである。世評は、なぜナポレオンが訪問したのかという事に関して二分された。ヤッファで配下の兵士らを死なせて去るべきか見定めるためだったのか、それとも兵士らを激励するためだったのかという事に関してである。絵はグロにとって重要なものだった。なぜなら、グロはナポレオンを主として肯定的に描いたからである。異国風の背景と最近起きた事件とを絵に描いたことでも、グロをして同時代の画家から抜きん出たものとしたのである。

### 古典主義派としての行き詰まり
フランスの国民生活と軍事的要素が密接に結びついたままであったことが、グロに新鮮で活力に満ちたインスピレーションをもたらした。そのインスピレーションによって、グロは自身が描いた諸事件の核心部分に到達しえたのである。しかし一般庶民からかけ離れた軍隊と将軍から個人的な野心を満たすためだけにエピソードを再現することを求められたグロは、自分の天性をさらに豊かにする必要性を探求するのをやめてしまった。そしてグロの芸術的地位の欠陥は明らかとなっていった。生まれながらもつ手腕、彩色の生き生きとした効果をもたらす魅力、古典主義の流れに反するとみなされた色合いを持ちながら、古典主義派で修行したグロはその決まり事に束縛された。
1810年に発表されたグロの絵画『マドリード』と『ピラミッドを前にするナポレオン』は、幸運の星がグロを見放したことをうかがわせた。グロの描いた『フランソワ1世と神聖ローマ皇帝カール5世』（1812年、ルーヴル美術館蔵）は相当な成功を収めたが、晩年にグロの初期の勢いと活力を見せた作品といえば、サント・ジュヌヴィエーヴ教会（後のパンテオン）ドームの装飾（1811年開始、1824年完成）だけであった。『ルイ18世の出発』、『アングレーム公爵夫人の乗船』、ルーヴル美術館の「エジプトの間」にある飾り天井、そして最後にグロの『ヘラクレスとディオメデス』が1835年に出展された。グロの恩師であるダヴィッドがかつて言ったように、この絵はグロの努力だけを証明するものではあっても、ロマン主義台頭の中にあって、古典主義派に属するグロの昔勝ち得た輝かしい名声が傷つくだけに終わった。

### 死
『批判されたことへのいらだち、そして失敗したという自覚から、彼は人生のさらに濃い喜びの中へ身を隠す場所を見いだした』。1835年6月25日、グロはセーヴル近郊のセーヌ川に身を投げ、既に溺死しているのを発見された。グロの帽子の中にあった一枚の紙には、こう書かれていた。"las de la vie, et trahi par les dernières facultés qui la lui rendaient supportable, il avait résolu de s’en défaire." （人生に疲れ、残った才能からも耐えうる批判からも、裏切られた。彼は全てを終わらせようと決意したのだ）。

## 名声
グロは勲章を授けられ、1808年のサロンで『アイラウの戦い』を発表後、ナポレオンによって男爵位を授けられた。フランス復古王政になっても、グロはエコール・デ・ボザールの教師となり、協会の一員であり、サン・ミシェル騎士団の騎士（chevalier）であった。

## 生徒と弟子
グロの教え子の数は多く、かつて革命に同調した過去のため1815年にダヴィッドがフランスを追われるとき、グロに自分の教室の画学生を託したために、その数は更に膨れ上がった。グロの教え子で知られているものとしては、次のものがいる。
- ジャン＝イレール・ベロー(fr)(1786-1866)
- ピエール＝ジュール・ジョリヴェ (1794-1871)
- エドム＝ジャン・ピガル (1798-1872)
- アンリ・ドケーヌ(1799-1852)
- ウジェーヌ・ラミ (1800-1890)
- イポリット・ベランジェ(1800-1866)
- アントワーヌ＝アルフォンス・モンフォール(1802-1884)
- ポール・ユエ (1803-1869)
- カミーユ・ロクプラン(1803-1855)
- フランソワ＝ルネ・モロー(1807-1860)
- フランソワ・イポリット・デボン(fr)(1807-1872)
- ジョージ・ピーター・アレキサンダー・ヒーリー(1813-1894)
- ジャック＝エミール・ラフォン(fr)(1817-1866)

## 関連事項
- フランス革命戦争
  - アルコレの戦い（本文中では地名を「アルコラ」としている。）
- ナポレオン戦争